# Mount Longhurst
Mount Longhurst är ett berg i Antarktis. Det ligger i Östantarktis. Australien gör anspråk på området. Toppen på Mount Longhurst är 2 824 meter över havet.
Terrängen runt Mount Longhurst är huvudsakligen kuperad, men österut är den bergig. Mount Longhurst är den högsta punkten i trakten. Trakten är obefolkad. Det finns inga samhällen i närheten.